# Gholam Ali Oveisi

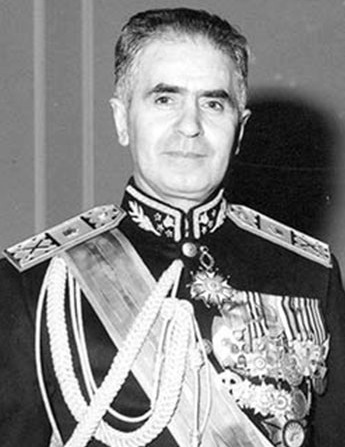
General Gholam Ali Oveisi

Gholam Ali Oveisi (persiska: غلامعلی اویسی), född 16 april 1918 i Qom, Persien, död 7 februari 1984 i Paris i Frankrike (mördad), var en iransk fyrstjärnig general och överbefälhavare för Irans väpnade styrkor under shah Mohammed Reza Pahlavi. Han var den siste överbefälhavaren innan den islamiska revolutionen 1979 och en av de mest framstående generalerna i landets moderna historia.

## Biografi
Oveisi var på sin mors sida barnbarn till Hossein Ali Mirza, Mohammad Ali Shah Qajars äldste son. 1972 gifte han sig med Sharafat Baniadam från Kashan. Paret fick tre barn.
Oveisi blev överste 1954 efter lång utbildning vid Teherans militärakademi. 1959 tjänstgjorde han vid amerikanska militära enheter i Fort Myer i Virginia och Fort Leavenworth i Kansas.
Från 1958 till 1960 deltog han aktivt i militärdomstolarnas processer mot kommunistiska officerare. Han var periodvis i fortsatt militär utbildning i USA 1960–1965. År 1969 hade han uppnått högsta militära rang.
I januari 1979, ungefär en månad innan den islamiska revolutionen, tvingades Oveisi att avgå. Han lämnade Iran och bosatte sig i Frankrike där han blev delaktig i kontrarevolutionära aktiviteter mot den nya islamiska regimen. Kort efter revolutionen meddelade ayatollah Sadeq Khalkhali, religiös domare och ordförande i revolutionära rådet att shahen, som också lämnat Iran, och hans närmaste officerare i sin frånvaro dömts till döden.
Den 7 februari 1984 mördades Oveisi och hans bror Gholam Hossein Oveisi på Rue de Passy i närheten av Eiffeltornet i centrala Paris.